# Асерчево
Асерчево — бывшее село в Зеленовском районе Западно-Казахстанской области Казахстана. Входило в состав Зеленовского сельского округа. Упразднено в 2011 году.
Село расположено на реке Деркул.

## Население
В 1999 году население села составляло 146 человек (73 мужчины и 73 женщины). По данным переписи 2009 года, в селе проживало 8 человек (4 мужчины и 4 женщины).